# Жданович Ірина Флоріанівна
Ірина Флоріанівна Жданович (біл. Ірына Фларыянаўна Ждановіч; нар. 27 грудня 1906, Мінськ — пом. 3 грудня 1994, Мінськ) — білоруська актриса; пріма Національного академічного театра імені Янки Купала середини ХХ століття.

## Життєпис
Дочка творця і першого художнього керівника Білоруського державного театру (БДТ, пізніше БДТ-1) - Ф. П. Ждановича, який привів її спочатку на сцену Першого білоруського товариства драми і комедії. З 1920 року працювала у Білоруському державному театрі. У 1962-1969 роках викладала у Білоруському театрально-мистецькому інституті. Дружина драматичного артиста купайлівського театру Б. Платонова.
В 11-річному віці Ірина Жданович зіграла хлопчика у постановці Ф. Ждановича «Розкиданого гнізда» Янки Купали, а в 14 років у складі Білоруського державного театру, на практиці навчалася професії актора. У перші роки праці в театрі зіграла багато ролей хлопчиків та дівчаток. У 1930-1940 роках з комедійних Ірина Жданович перейшла до виконання драматичних ролей. Місце головної драматичної героїні у колективі театру Ірині Жданович принесла роль Марильки з «Батьківщини» К. Чорного, у якій актриса виявила свій темперамент, по-майстерному, внутрішньо виправдано показала становлення свідомості героїні. Видатною роботою актриси була афінагенафська Машечка з однойменної п'єси. Значне місце у творчості Жданович зайняла роль Ани з п'єси А. Мавзона «Костянтин Заслонов», ця епізодична роль, яка у спектаклях інших театрів була лише прохідною, у виконані Жданович стала однією з найяскравіших у спектаклі.
Репертуар Ірини Жданович був різноманітним, вона виконувала ролі своїх сучасниць, розкривала духовний світ героїнь А. Островського, вільяма Шекспіра, Г. Ібсена, Лопе де Веги. Вже будучи ведучою актрисою театра Ірина Жданович зіграла роль шекспірівської Джульєти, спектакль «Ромео і Джульєта» став значною подією тогочасного культурного життя Білорусі. Особливе місце у творчості Ірини Жданович займали горьківські образи. У п'єсі А. М. Горького «Останні» вона зіграла одну зі своїх найкращих ролей - Віру Коломійцеву, ця роль стала тріумфом актриси, вивела її на всесоюзну сцену. Після «Останніх» з горьківської драматургії вона виконала роль Софії у психологічній драмі «Зикові». З образів, створених актрисою на купайлівській сцені, не можна не назвати Тітку з «Щастя поета» В. Вітки, Нору з однойменної п'єси Г. Ібсена, Анну Кареніну у однойменній п'єсі за романом льва Толстого, та інші ролі.
Ірина Жданович проявила свої здібності і в режисерській якості. Першим спектаклем, який вона поставила на купайлівській сцені був спектакль-казка «Рожева квітка» І. Корновухової і Л. Бравсевича, в Жданович-режисерка вирішила вічну тему боротьби добра зі злом. Також вона поставила «Таню» А. Арбузова і «Через двадцять років» М. Світлова.
Народна артистка БРСР з 1940 року. Лауреатка Державної премії СРСР 1948 року за роль Ані з п'єси А. Мавзона «Костянтин Заслонов».